# Ralph Cudworth
Ralph Cudworth [Ralf Kádvorth], FRS, angleški filozof, teolog, cambriški platonist, * 1617, Aller, Somerset, Anglija, † 26. junij 1688, Cambridge, Anglija.
Bil je profesor hebrejščine v letih 1645–1688, dekan fakultete Clare Hall v letih 1645–1654 in fakultete Christ΄s College v letih 1654–1688. Bil je tudi član strokovnega združenja Kraljeva družba (FRS). Leta 1678 je objavil svoje najpomembnejše in svetovno slavno delo The True Intellectual System of the Universe. Bil je tudi vodilna figura skupine teologov in filozofov, imenovane cambriški platonisti, ter vodilni nasprotnik političnih in filozofskih prepričanj Thomasa Hobbesa, predstavnika moderne politične filozofije.

## Življenje

### Otroštvo in družina
Ralph je odraščal v anglikanski in izobraženi družini, namreč njegov oče Ralph Cudworth starejši je bil anglikanski duhovnik in član fakultete Emmanuel College na univerzi Cambridge. Ralphova mati Mary Machell je bila varuška princa Henryja, prvorojenca kralja Jakoba I. Angleškega. Ralph je bil eden od vsaj 5, verjetno 6 otrok. Ralpha starejšega je po smrti na delovnem mestu nasledil John Stoughton, prav tako učenjak na fakulteti Emmanuel College, in se poročil z ovdovelo Mary. John Stoughton se je pozorno posvečal izobrazbi mladih Cudworthov, kar je Ralph pozneje opisal kot »Kalvinska dieta«. 

### Šolanje in študij
Ralph se je torej do študija šolal doma, njegov učitelj pa je bil njegov očim John Stoughton. Leta 1632 je pričel študij umetnosti na fakulteti Emmanuel College in šolanje zaključil leta 1639. Leta 1642 je objavil razpravi The Union of Christ and the Church ter A Discourse concerning the True Notion of the Lord΄s Supper, v katerih je pomemben vpliv karaitskega judovstva pod vplivom nemškega krščanskega hebraista Johanna Stephana Rittangela. Leta 1646 pa je prejel diplomo Bachelor of Divinity, ki so jo izdajale zahodne univerze za področje teologije.

### Poklic, delo, zakon, otroci
Ralph je postal član fakultete (kot njegov oče in očim) ter uspešen profesor. Leta 1645 je postal profesor hebrejščine in dekan fakultete Clare Hall na univerzi Cambridge. Leta 1650 je začasno zapustil univerzo in postal župnik. V tistem času se je Ralph domnevno spopadal z revščino, zaradi katere je skoraj dokončno zapustil univerzo. Leto kasneje je prejel častni naziv doktor in akademsko diplomo Doctor of Divinity. Leta 1654 je bil določen za dekana fakultete Christ΄s College na univerzi Cambridge. Ta dogodek je sovpadel z Ralphovo poroko, kar je utrdilo njegov položaj na univerzi. Poročil je Damaris Cradock, hči prvega guvernerja Massachusettsa Metthewa Cradocka. Ralph in Damaris sta imela 9 otrok, 5 jih je bilo iz Demarisine zakonske zveze z Thomasom Andrewsom. Ti otroci so bili John Cudworth, Charles Cudworth, Thomas Cudworth, Damaris Cudworth, Richard Andrewes, John Andrewes, Thomas Andrewes, Mathew Andrewes in Damaris Andrewes. John Cudworth je zaključil šolanje na fakulteti Christ΄s College, postal njen član in profesor grščine. Thomas Cudworth je končal šolanje na fakulteti Chirst΄s College. Damaris Cudworth (hči) je prijateljevala z razsvetljenim filozofom in političnim mislecem Johnom Lockem ter si izmenjevala pisma z nemškim filozofom in matematikom Gottfriedom Leibnizom. John Andrewes je zaključil šolanje na fakulteti Christ΄s College in postal njen član. Mathew Andrewes je postal član fakultete Queen΄s College na univerzi Cambridge. 
Ralph Cudworth je bil vodilna figura skupine teologov in filozofov, imenovane cambriški platonisti.

### Starost in smrt
Cudworth je leta 1678 izdal svoje najpomembnejše in svetovno slavno delo The True Intellectual System of the Universe: The First Part, Wherein, All the Reason and Philosophy of Atheism is Confuted, and Its Impossibility Demonstrated kot prvega od treh delov, od katerih preostala dva ni nikoli objavil. Razlog za to bi lahko bil v cerkvenih protestih proti delu, ki so se pojavili po objavi zaradi zasleditve heretičnih idej v predstavitvi Svete Trojice v delu. Vsi trije deli so bili objavljeni po njegovi smrti.  
Umrl je 26. junija 1688 v Cambridgeu, pokopan je v kapeli fakultete Christ΄s College. 

## Delo in filozofija

### Cambriški platonisti
Ralph Cudworth je bil vodilna figura skupine teologov in filozofov, imenovane cambriški platonisti. Le ta se je formirala v 2. polovici 17. stoletja, zastopala ideje antike, predvsem Platona in renesanse, delovala za skupno dobro in kot prva objavljala predvsem v angleščini. Z renesančnimi humanisti o se strinjali v velikem pomenu antične filozofije ter pomembnosti klasične filozofije za življenje. Podpirali so razvoj znanosti in se zanimali za znanstvene napredke. Nasprotovali so Descartesu, Thomasu Hobbesu in kot del filozofske revolucije v 17. stoletju iskali alternativno filozofsko teorijo (osnovo) aristotelianizmu. Vsi so imeli teološko ozadje, iz katerega so izhajali. Posvečali so se verskim in moralnim problematikam, zagovarjali obstoj Boga in večnost duše, moralnih principov in resnice, ter svobodo volje. Njihov cilj je bil, da upravičijo človeški razum ter človeško moralno odgovornost. Zaradi izobraženosti in centra na univerzi in fakultetah je bila skupina vplivna in uspešna v svojih prizadevanjih. Razum je kot »sveča Gospoda«, odmev božanskega (Boga) v človeškem (človeku) veljal za sodnika vseh sporov in konfliktov, zato je skupina nasprotovala cerkvenim dogmam in zagovoru z vero. Člani skupine so trdili, da naravne ločnice med filozofijo in teologijo ni. 
Ralph je verjel, da morata biti vera in razum v harmoniji, realnost pa ne sestoji samo iz fizičnih zaznavanj, temveč tudi iz slutenj, senc razumljivih oblik za materialnim svetom vsakdanjega zaznavanja. Zato fizični čuti niso zanesljivi vodniki do realnosti, resničnosti, resnice.   

### The True Intellectual System of the Universe
Avtor v delu izpodbija fatalno potrebo in determinizem, ki pravi, da so vsi dogodki vnaprej določeni. Dokazuje pa 1) obstoj Boga, 2) naravnost obstoja moralnih vrednot in 3) realnost osebne svobode. Vse tri sestavljajo (raz)umski sistem vesolja, ki se ne enači s fizičnim. Nasprotujejo pa jim napačni, neresnični principi ateizem, verski fatalizem, ki pravi, da vse dogodke vnaprej določi Bog in so odvisni od Njegove volje, ter fatalizem antičnih stoikov, ki so Boga enačili z naravo. Cudworth kritizira dve glavni obliki materialističnega ateizma. Prva je atomistična in izhaja materializma, ki pravi, da ne obstaja nič razen telesa, in iz atomizma, ki pravi, da je vesolje takšno, kot ga zaznavajo čuti. To obliko so podpirali predsokratski starogrški filozof Demokrit, starogrški filozof Epikur, ki se je zgledoval po Demokritu, in Thomas Hobbes, predstavnik moderne politične filozofije. Druga oblika ateizma pa je hilozoistična in izhaja iz hilozoizma, ki pravi, da ima vsa materija življenje. To obliko je podpiral starogrški filozof Straton, ki se je zgledoval po Demokritu. Pri tem moramo razumeti, da materializem, atomizem in hilozoizem, iz katerih izhajata dve glavni obliki ateizma, sami po sebi niso ateistični, temveč teistični, priznavajo Boga. Atomizem so namreč predavali že Pitagorejci in drugi starogrški filozofi, v ateistično obliko pa ga je pretvoril Demokrit. Cudworth je verjel, da je bil izvor atomizma že pred Trojansko vojno v sidonskem mislecu Moschusu/Mochusu/Mojzesu iz Stare Zaveze. 
Cudworth v delu obravnava Boga kot popolnoma perfektno bitje, neskončno modro in dobro. Od njega prihajajo etika, resnica in moralna načela. Za njega, kot za Platona, je duša obstajala pred fizičnim svetom, saj misel in dejanje ne moreta biti razložena z materialnimi delci, torej je moral obstajati izvirnik, duša ali duh. 

### Koncept plastične/oblikovne narave
Cudworth je koncept objavil kot odgovor na mehanistično razlago narave, ki opisuje vesolje kot ogromen mehanizem, stroj. Koncept pojasnjuje obstoj naravnih zakonov ne povsem odvisno od Boga in Njegovega načrta. Obstajajo nasprotja med filozofi, ali koncept podpira ali izpodbija ateizem. 
Oblikovna narava je posrednik med Bogom in materialnim, fizičnim svetom in skrbi za delovanje sveta v skladu z Božjim načrtom. Je način, s katerim Bog vtisne Svojo prisotnost na Svojo stvaritev in manifestira Svojo modrost in dobroto v ustvarjeno naravo. Je nekakšen duh, torej ima koncept povezavo s Platonovo anima mundi. S konceptom so se ukvarjali še Le Clerc, ki je koncept pripisal ateizmu, Pierre Bayle, ki je koncept pripisal teizmu, Cassier, Leibniz in Diderot.   

### Nasprotovanje filozofiji Thomasa Hobbsa
Ralph je močno nasprotoval političnim in filozofskim prepričanjem Thomasa Hobbesa, predstavnika moderne politične filozofije. V delu Teatrise on Eternal and Immutable Morality izpodbija Hobbsovo teorijo, da moralne vrednote formira država. Cudworth v delu opiše moralne vrednote kot večne, samostojne, samozadostne in nadrejene materiji in razumnim bitjem, kot je modrost, znanje in razumevanje. 

## Zapuščina
Filozofi Cudworthove ideje pogosto enačijo s Platonovimi in jih označujejo za konstantne in nezmotne, take, ki imajo svojo entiteto. Cudworthov magnum opus nam sporoča stanje verske misli po restavraciji, ko se je širil ateizem. Delu pa pripisujejo pompoznost, napolnjenost z nazadovanji in obširnost, namreč glavni argument je zakopan med kopico nekritičnega učnega gradiva, delo zagrizenega, vendar neoriginalnega uma. Za Cudwortha so sodobniki pravili, da: »toliko bere, da ne more dovolj razmišljati, in toliko občuduje, da ne more svobodno misliti.« (Chisholm, c. 1910–1922, str. 613) Njegovo delo Teatrise on Eternal and Immutable Morality pa razlaga zgodovinski razvoj britanske moralne filozofije. 
Še danes ga cenijo kot učenjaka, izobraženca in misleca. 

## Dela
- The True Intellectual System of the Universe: The First Part; Wherein, All the Reason and Philosophy of Atheism is Confuted; and Its Impossibility Demonstrated. London: 1678
- A Discourse Concerning the True Notion of the Lords Supper. London: 1642.
- The Union of Christ and the Church in a Shadow. London: 1642.[12]

### Posmrtno objavljena dela
- A Treatise Concerning Eternal and Immutable Reality, uredil Edward Chandler. London: 1731.
- The True Intellectual System of the Universe: The First Part, 2 dela, 2. izdaja, uredil Thomas Birch. London: 1743.
- The True Intellectual System of the Universe, 3 deli, uredil John Harrison. London: 1845.
- A Treatise of Freewill, uredil John Allen. London: 1838.
- An Abridgment of Dr. Cudworth’s True Intellectual Systerm of the Universe, 2 dela. London: 1732.
- Systema intellectuale huius universi, prevedel Johann Lorenz Mosheim. Jena: 1733. [12]